# Viola johnstonii
Viola johnstonii är en violväxtart som beskrevs av Wilhelm Becker. Viola johnstonii ingår i släktet violer, och familjen violväxter. Inga underarter finns listade i Catalogue of Life.